# 当世書生気質
『当世書生気質』（とうせいしょせいかたぎ）は、坪内逍遥（春の屋おぼろ）の小説。1885年 - 1886年（明治18 - 19年）刊。角書（つのがき）は「一読三歎」とある。

## 概要
1884年（明治17年）ごろ『遊学八少年』と題する戯作として構想したのち、構想を改め1885年（明治18年）4月9日起稿。和装活版分冊雑誌の形式で、6月24日に晩青堂より第1号を発行、翌1886年（明治19年）1月発行の第17号で完結した。第1号（第1回）から第8号（第9回）までが前編、第9号（第10回）から第17号（第20回）までが後編である。初版の挿絵は梅蝶楼（歌川）国峰、葛飾正久、長原止水、武内桂舟。完結後、1886年に、半紙和装2冊本および四六判洋装1冊本として晩青堂より再刊された。
『逍遥選集 別冊第一』（春陽堂、1927年9月）に再録された際に逍遥自身による校正がなされており、表現や語句にも大幅な修正が施されている。
「はしがき」において、逍遥は、本作が、『小説神髄』で示した、勧善懲悪を否定し、写実主義を主張する文学論を実践したものであることを明らかにしている（『小説神髄』は本作より先に執筆されているが、版元のトラブルのため、出版は本作より後となった）。
明治初年の書生社会の風俗と気質をうつすことを主眼として、下宿生活、牛肉屋、楊弓店などで書生らが遊ぶ様子も描く。日本近代写実小説の第一として、『小説神髄』に展開された理論の具体化であるとされる。
ただし、文体は戯作の影響が強く、筋の中心には上野戦争（彰義隊のたたかい）で生き別れになった兄妹の再会など、通俗的な側面もあったので、作者の坪内は晩年『逍遙選集』を編集したときに、この作品などの小説類をすべて〈別冊〉にくくりこんだ。
ちなみに、この小説を読んだ医学生の野口清作（後の野口英世）は、自堕落で素行の悪い人物として作中に登場している野々口精作（ののぐち・せいさく）が自分の名前とよく似ており、しかも自分と同じく医学生という設定だったため、自分が野々口精作のモデルではないかと誤解されるのを恐れて、最終的に自分の名前を「英世」に変更したというエピソードがある。実際には、この小説が出版された時、野口清作はまだ9歳の無名の子供であり、野々口精作との直接の関係はない。作者の坪内本人も、野々口精作の名前が野口清作に似ているのは全くの偶然であると関連性を否定している。ただし坪内は後に「自分の小説が野口君の奮起のきっかけになったのならば光栄だ」という旨のコメントも残している。

## 内容
- 第1回　鉄石の勉強心も変るならひの飛鳥山に　物いふ花を見る書生の運動会
- 第2回　謹慎の気の張弓も弛む　不図（とん）だ目に淡路町の矢場あそび
- 第3回　真心もあつき朋友（ともだち）の粋（すゐ）な意見に　額の汗を拭あへぬ夏の日の下宿住居
- 第4回　収穫（とりいれ）も絶えて涙の雨の降つゞく　小町田の豊作（でき）不作（ふでき）
- 第5回　心の猿の悪戯（いたづら）にて　縺初し恋の緒（いとぐち）のむかしがたり
- 第6回　詐りは以て非を飾るに足る　善悪の差別（けぢめ）もわかうどの悪所通ひ
- 第7回　賢と不肖とを問はず老と少とを論ぜず　たぶらかしざしきの客物語
- 第8回　雨を凌ぐ人力車はめぐり〱て　小町田が田の次に逢ふ再度の緒（いとぐち）
- 第9回　一得あれば一失あり　一我意あれば一理もある書生の演説
- 第10回　生兵法大きな間違をしでかして　身方をぶちのめす書生の腕立（うでだて）
- 第11回　つきせぬ縁日のそゞろあるきに　小町田はからずも旧知己（むかしなじみ）にあふ
- 第12回　学校から追出される親父の資送（しおくり）は絶える　どこでたつ岡町に懶惰生（なまけもの）の翻訳三昧
- 第13回　心の宵闇に　有漏路（うろぢ）無漏路（むろぢ）を踏迷ふ男女の密談
- 第14回　近眼遠からず　駒込の温泉に再度の間違
- 第15回　旧人（ふるき）を尋ぬる新聞紙の広告に　顔鳥ゆくりなく由縁の人を知る
- 第16回　黒絽の薄羽織を媒介にて　薄からぬ縁因（えにし）を知る守山と倉瀬の面談
- 第17回　文意を文字通りにみや賀の兄弟　そゞろにコレラ病の報知におどろく
- 第18回　春ならねども梅園町に心の花の開けそむる　親と女との不思議の再会
- 第19回　全篇総て二十回脚色（しくみ）もやう〱に　塾部屋へ倉瀬の急報
- 第20回　大団円

## あらすじ
年代設定については後編の緒言に「明治十四、五年」とあり、かつ、第9回で登場人物が「板垣の岐阜一件」（明治15年4月6日）について触れる場面があることから、明治15年（1882年）と特定されている。
4月、東京の飛鳥山でのこと。銀行家の三芳庄右衛門、代言人の吉住潔らの花見に連れ出されていた芸妓の田の次は、偶然に書生の小町田粲爾と出会う。田の次ことお芳は、幼いときに上野戦争に際して家と両親を失い、その後養母に拾われて育てられたが、その養母も死んで孤児になったところを、粲爾の父・浩爾に拾われた。その後、粲爾とは兄妹同然に育ってきたが、浩爾が失業して養っていくことができなくなり、芸妓に身を落としていたのである。血のつながりのない兄妹であった二人は、互いに惹かれあっていく。
ところが、田の次に横恋慕していた吉住は、粲爾という恋敵が現れことのねたましさのあまり、兄が粲爾の学校の教師をしているのを幸いとして、粲爾と田の次の関係を大げさに吹き込む。このために学内での粲爾の評判はがた落ちとなり、しまいには暫時休学処分を受ける羽目になる。
一方、小町田の学友、守山友芳は、上野戦争の際に生き別れとなった実の妹、お袖を探していた。守山の羽織を着た友人の倉瀬蓮作が芳原に遊んだところ、相手の花魁・顔鳥が、羽織の紋を見て大いに驚く。
顔鳥はその後、梳攏（）（女中）のお秀に連れられて守山友芳の父・友定のもとを訪れ、証拠の品を携えて自分がお袖だと名乗り出る。
ところが、そこに友定の旧友である三芳庄右衛門が現れ、真相が明らかとなる。お秀は、かつて庄右衛門の妾だった。お秀は上野戦争の混乱の最中、孤児になっていたお袖と、実の娘のお新とを取り違えてしまった。お秀は、お袖の持っていた巾着袋を盗んで、お袖を置き去りにしてしまう。その後、「角海老」の女中として雇われたお秀は、そこで芸妓・顔鳥となっていたお新と再会し、守山家がお袖を探しているのをいいことに、実の娘である顔鳥をお袖に仕立て上げようとしたのである。そして、田の次ことお芳こそが他ならぬお袖であることが判明し、物語は大団円を迎える。
結末で作者は、後日談となる『続当世書生気質』の執筆を予告しているが、実際には執筆されなかった。

## 登場人物

### 小町田粲爾とその周辺人物
小町田 粲爾（こまちだ さんじ）
ある私塾の書生。21-22歳くらい。真面目で神経質な性格。
飛鳥山で、芸妓になっていた幼馴染で義妹のお芳こと田の次に偶然に再会する。その後逢瀬を重ねるが、二人の関係を知らない周囲からは、芸妓に溺れているものと誤解され、次第に追い詰められていく。第11回で品行不良として休学処分となるが、のちに復学。
立場上は主人公だが、特に活躍らしい活躍を見せず、結末でもほとんど傍観者にとどまっている。そのため発表当初、逍遥の友人であった高田早苗は、サッカレーの『虚栄の市』（副題「主人公のいない小説」）を引き合いに出して、本作を「主人公なきの小説」と評した。
モデルは高田早苗だとする説があるが、逍遥は「事件も虚構、性格も似てゐない」「小町田の性格や履歴は全く半峯君（引用者注：高田早苗の号）とは無関係である」と否定している。関良一は、実際のモデルは逍遥自身だと推定している。
小町田 浩爾（こまちだ こうじ）
粲爾の父。官吏（）だったが失職し、ある銀行の属吏（）となる。
鈴代 常（すずしろ つね）
小町田浩爾の妾で元芸妓。お芳の二人目の養母。のち、浩爾か失職したため妾として囲っておくことができなくなり、芸妓に復帰して「小常」（こつね）と名乗る。その後、園田の妾となる。優しい性格。
全次郎（ぜんじろう）
お常の兄。放蕩者でお秀の情夫。上野戦争の際に流れ弾に当たり死亡する。
田の次（たのじ）／お芳（およし）
本編のヒロイン。柳村屋（やなむらや）の芸妓。17-18歳くらい。利発な性格でしっかり者。
幼児のときに上野戦争に遭って孤児となり、ある50代の女性に引き取られて「お芳」と名付けられるが、その養母も死んだため家を追い出されたところを、偶然にめぐりあった浩爾とお常に引き取られ、粲爾とともに育てられる。のちに浩爾が失職したためお常を囲っておくことができなくなり、お常が芸妓に戻ったため、自らも芸妓の道へ進む。芸妓としては最初小芳（）、のち二代目小常（）と名乗ったが、歌舞伎役者の故沢村田之助に似ていると評判となったため「田の字」と呼ばれるようになり、のちに自らも「田の次」と名乗る。
実は守山友芳の生き別れの妹、お袖。末尾では脱籍して元の通り守山友定の娘となったことが語られる。
高田早苗によれば、当時、高田や逍遥、市島謙吉、山田一郎、石渡敏一らがよく通っていた神保町の「松月」という天ぷら屋に「お鶴」という美人の女中がおり、彼女がのちに芸妓になったのをヒントにした可能性があるという。逍遥はこれについて肯定も否定もしていない。一方、関良一は、実際のモデルは根津遊廓大八幡楼の遊女で、のちに逍遥と結婚する花紫こと鵜飼セン（仙子）だと推定している。

### 守山友芳とその周辺人物
守山 友芳（もりやま ともよし）
小町田の同窓で親友。静岡県士族。在学中から東光学館という法学校で教授をしている。第8回で学校を卒業し、代言人となる。のち魁進党（モデルは立憲改進党）に入党。
モデルは岡山兼吉と関直彦。
守山 友定（もりやま ともさだ）
守山友芳の父。旧名は亮右衛門（りょうえもん）。静岡県士族。貿易会社の社員で金満家。
お袖（おそで）
守山友定の娘で友芳の妹。3歳のとき、上野戦争の際に母親のおかくとともに行方不明となった。
三芳 庄右衛門（みよし しょうえもん）
銀行を経営する富豪。43-44歳くらい。守山友定の友人。任那透一は妻の甥にあたる。
関良一は、モデルは逍遥とセンの結婚式で媒酌人をつとめた掛川銀行頭取の永富謙八だと推定している。
園田（そのだ）
三芳庄右衛門の銀行の社員。35-36歳くらい。静岡県士族で、友芳とは縁続き。お常を引き取って妾とする。
関良一は、モデルは掛川銀行社員で逍遥夫人センの養父である鵜飼常親だと推定している。

### 顔鳥とその周辺人物
顔鳥（かおとり）／水野 民（みずの たみ）
「角海老」の芸妓。19歳くらい。内気で気が弱く、芸妓でありながら嘘をつくのが苦手。梳攏（）（女中）のお秀の言いなりになっている。
3歳のとき、上野戦争の際に母親を失い、偶然に通りかかった貞七の養女となる。のちに貞七が困窮したため角海老の娼妓となる。
実は全次郎とお秀の実の娘、お新。したがってお常の姪にあたる。
水野 貞七（みずの ていしち）
顔鳥の養父。故人。三河豊橋の豪農。
お秀（おひで）
顔鳥の梳攏（）（女中）。40代。守山家がお袖の行方を捜していることを知り、顔鳥をお袖に仕立て上げて乗り込む。
実は三芳庄右衛門の元妾で、顔鳥ことお新の実の母親。お常の兄・全次郎と良い仲となり、お新を産む（表向きは庄右衛門の娘）。
源作（げんさく）
「角海老」の楼丁（）（下働き）。45-46歳。
お芳（田の次）の最初の養母の弟。元は神田同朋町の大工だったが、貧しさに負けて窃盗を働き逮捕され、楼丁に身を落とす。
お秀と顔鳥の密談を聞いて、田の次こそが本物のお袖であることに気づく。いったんはお秀に抱きこまれるが、改心して田の次のもとに駆け込み、真相を伝える。

### 小町田粲爾の同窓の書生たち
作中では私塾の書生となっているが、実際は逍遥自身の出身校である東京大学をモデルとしている。
倉瀬 蓮作（くらせ れんさく）
新潟の出身。小町田の友人で、そそっかしく、なにかとよく食いよくしゃべる男。
モデルは逍遥自身に別の友人を足し合わせたもの。
任那 透一（にんな とういち）
小町田の親友。23-24歳くらい。飄々として磊落な性格で、自他ともに認める奇人。大食漢。
義伯父である三芳庄右衛門の援助で洋行することになる。末尾では、ドイツで哲学を研究していることが言及される。
モデルは、「天下之記者」の異名を持ったジャーナリストの山田一郎。
須河 悌三郎（すがわ ていざぶろう）
知勇いずれも欠けた無能者。桐山の友人。どこの方言ともつかぬ方言を話す。
自分の考えというものがなく、周囲に阿諛追従する性質。最後は桐山とも喧嘩別れしてしまう。
宮賀 匡（みやが ただし）
真面目な勉強家で世間知らず。継原とは同郷。
宮賀 透（みやが とおる）
宮賀匡の弟。兄とほとんど同じ性格。
桐山 勉六（きりやま べんろく）
須河の友人。23-24歳くらいだが後頭部が禿げている。勇壮かつ粗野で、豪傑を自認する。男色家で、男色小説『三五郎物語（）』を愛読している。
守山を、紳士ぶっているという理由で嫌っている。
目が悪く、第10回では門限に遅刻したため板塀を乗り越えて戻ってきた須河を泥棒と間違えて殴りつける。
第11回で奮進党（モデルは自由党）に入党。末尾では奮進党の新聞に関係しており、国事犯の嫌疑を受けるのではないかと周囲から心配されていることが語られる。
モデルは三宅雪嶺だとする説があるが、逍遥は否定している。
山村（やまむら）
放蕩者。放蕩が過ぎて第11回で退校処分となり、新聞記者となる。第12回では『百科通覧（）』の翻訳の仕事に従事するが、よくわからないところを強引に意訳したり、原稿料稼ぎのため訳文を長くしようと「因テ以テ原因セシ所以ノ道理」などといった表現を多用したりして、継原を呆れさせる。
末尾では、ある地方の学校の教頭になったことが語られる。
継原 青造（つぎはら せいぞう）
山村の友人で同じく放蕩者だが、山村より若干まし。気の替わりやすい性格。山村と同じく、放蕩が過ぎて第11回で退校処分となる。
末尾では、放蕩が過ぎて困窮したところを守山友芳に助けられ、心を改めて復学したことが語られる。

### その他
吉住 潔（よしずみ きよし）
代言人。26-27歳くらい。学問はあるが、軽躁で落ち着きのない性質のため評判はよくない。放蕩家で、嫉妬深く嫌味な性格。
田の次に岡惚れしていたが、小町田粲爾に横取りされたと思い込み、実兄の樫森（かしもり）が小町田の学校の教師をしていることをいいことに、樫森を通じて小町田の学校に悪い風評を流す。顔鳥ともなじみ。
小年（ことし）
芸妓。25-26歳くらい。田の次の先輩。
弁吉（べんきち）
千歳屋の芸妓で田の次の先輩。お転婆で周囲から持て余されており、評判は良くない。吉住に岡惚れし、田の次に嫉妬して悪口を言いふらす。
お豊（おとよ）
14-15歳くらい。楊弓場の女中で白首（）（私娼）。のちに本郷の牛肉店（）の女中として再登場。活発なお転婆娘。須河と縁がある。
野々口 精作（ののぐち せいさく）
第6回のみに登場。22-23歳くらいの医学生で、倉瀬の友人。放蕩者だが外面の良い偽善者で、自分の放蕩ぶりを隠すのが巧みなため、両親や親戚、学校などからは真面目な学生だと思われている。50円の借金があるが、彼の通う医学校では比較的ましな方らしい。倉瀬からは、根は利発者なので医者になればきっとうまくやるに違いない、と思われている。

## 書誌
- 春のやおぼろ（坪内雄蔵）『一読三嘆 当世書生気質』（晩青堂）（初版本）
  - 第1号（1885年6月）NDLJP:887426
  - 第2号（1885年6月）NDLJP:887427
  - 第3号（1885年7月）NDLJP:887428
  - 第4号（1885年8月）NDLJP:887429
  - 第5号（1885年8月）NDLJP:887430
  - 第6号（1885年8月）NDLJP:887431
  - 第7号（1885年9月）NDLJP:887432
  - 第8号（1885年9月）NDLJP:887433
  - 第9号（1885年10月）NDLJP:887434
  - 第10号（1885年10月）NDLJP:887435
  - 第11号（1885年10月）NDLJP:887436
  - 第12号（1885年11月）NDLJP:887437
  - 第13号（1885年11月）NDLJP:887438
  - 第14号（1885年12月）NDLJP:887439
  - 第15号（1885年12月）NDLJP:887440
  - 第16号（1886年1月）NDLJP:887441
  - 第17号（1886年1月）NDLJP:887442
- 春のやおぼろ（坪内雄蔵）『一読三嘆 当世書生気質』（晩青堂、1886年4月、和装）
  - 前編NDLJP:887443
  - 前編NDLJP:887444
- 春のやおぼろ（坪内雄蔵）『一読三嘆 当世書生気質 全』（晩青堂、1886年8月）NDLJP:887445
- 春のやおぼろ『一読三嘆 当世書生気質 全』〈明治文学名著全集〉（東京堂、1926年）早稲田大学古典籍総合データベース
- 坪内逍遥『逍遥選集 別冊第一』（春陽堂、1927年）
- 『明治大正文学全集 第3巻』（春陽堂）
- 坪内逍遥『当世書生気質』（岩波書店〈岩波文庫〉、1937年3月）
- 坪内逍遥『当世書生気質』（東京堂、1949年2月）
- 日本近代文学研究会編『現代日本小説大系 序巻 写実主義時代』（河出書房、1952年）
- 日本近代文学研究会編『現代日本小説大系 第1巻 写実主義 第1』（河出書房、1956年）
- 日本近代文学館編『一読三嘆 当世書生気質 第1号』（日本近代文学館〈名著復刻全集近代文学館〉、1968年12月）
- 稲垣達郎編『明治文学全集 16 坪内逍遥集』（筑摩書房、1969年2月）
- 『日本の文学 1 坪内逍遥 二葉亭四迷 幸田露伴』（中央公論社、1970年）
- 『日本の文学 1 坪内逍遥 二葉亭四迷 幸田露伴』（中央公論社〈アイボリーバックス〉、1974年）
- 『日本近代文学大系 3 坪内逍遥集』（角川書店、1974年10月）
- 逍遥協会編『逍遥選集 別冊第一』（第一書房、1977年12月）
- 坪内祐三, 宮沢章夫編『明治の文学 第4巻 坪内逍遥』（筑摩書房、2002年9月） ISBN 4-480-10144-6
- 坪内逍遥『一読三嘆 当世書生気質』（国文学研究資料館〈リプリント日本近代文学 24〉、2005年9月） ISBN 4-256-90024-1
- 坪内逍遥『当世書生気質』（岩波書店〈岩波文庫〉、2006年4月改版） ISBN 4-00-310042-5